# Liste des maires de Paimpol
La liste des maires de Paimpol présente la liste par ordre de mandat des maires de la commune française de Paimpol, située dans le département des Côtes-d'Armor en région Bretagne.

## Liste des maires

### Entre 1790 et 1944
| Période        | Période               | Identité                                    | Étiquette                         | Qualité |
| -------------- | --------------------- | ------------------------------------------- | --------------------------------- | --- |
| février 1790   | 1790                  | Pierre-François Corouge-Kersaux (1749-1824) |                                   | Négociant armateur, corsaire |
| 1790           | 1791                  | Jean-Joseph Nicol                           |                                   | |
| 1791           | 1800                  | René Corouge ainé (1744-1797)               |                                   | Négociant armateur et commandant de la Garde nationale |
| 1800           | 1801                  | Vincent Nicol                               |                                   | |
| 1801           | 1802                  | Duval-Boispabouf                            |                                   | |
| 1802           | 1804                  | Vincent Nicol                               |                                   | |
| 1804           | 1815                  | Gabriel Bécot (1773-1855)                   |                                   | Négociant, président du tribunal de commerce de Paimpol |
| 1815           | 1817                  | Jean-Joseph Nicol                           |                                   | Négociant, juge au tribunal de commerce Conseiller général nommé (1816 → 1833)                                                                                  |
| 1817           | 1821                  | Vincent Paul Marc                           |                                   | |
| 1821           | 1834 (décès)          | Jean-Joseph Nicol                           | Orléaniste                        | Négociant, juge au tribunal de commerce Conseiller général nommé (1816 → 1833) Conseiller général du canton de Paimpol (1833 → 1834)                            |
| 1834           | 1837                  | Jacques Sébastien Perrin                    |                                   | |
| 1837           | 1855                  | Pierre-Marie Le Mesle du Porzou (1783-1860) |                                   | Commerçant et négociant, ancien capitaine d'artillerie Conseiller général du canton de Paimpol (1848 → 1852)                                                    |
| 1855           | 1878                  | Silvain Duval (1818-1883)                   | Monarchiste Conservateur          | Armateur, négociant Sénateur des Côtes-du-Nord (1880 → 1883) Conseiller général du canton de Lanvollon (1848 → 1883) Président du conseil général (1874 → 1883) |
| 1878           | mars 1885             | Emmanuel Le Coniat (1829-1909)              |                                   | Propriétaire, ancien notaire |
| mars 1885      | avril 1890 (décès)    | Félicien Le Coniat (1826-1890)              |                                   | Médecin de la marine |
| mai 1890       | 1891                  | André Hemeury                               |                                   | Médecin de la marine |
| 1891           | février 1907          | Jean-Marie Le Rochais (1833-1910)           |                                   | Instituteur, armateur pour Terre-Neuve |
| février 1907   | octobre 1910 (décès)  | Yves Le Goaster (1855-1910)                 |                                   | Armateur |
| novembre 1910  | juin 1913             | Eugène Herland (1856-1928)                  |                                   | Médecin |
| juin 1913      | août 1919 (décès)     | Sylvain Bertho (1848-1919)                  | Républicain ministériel puis Rad. | Notaire, propriétaire Conseiller d'arrondissement (1898 → 1919) Président du conseil d'arrondissement (? → 1919) Officier des Palmes académiques                |
| septembre 1919 | avril 1921            | Pierre Le Rudulier                          |                                   | Armateur |
| avril 1921     | novembre 1923 (décès) | Yves Le Guyader (1859-1923)                 |                                   | Capitaine au long cours |
| janvier 1924   | mai 1925              | Toussaint Le Merdy                          |                                   | Armateur |
| mai 1925       | mai 1929              | Yves Jézéquel                               |                                   | |
| mai 1929       | mars 1930             | Toussaint Le Merdy                          |                                   | Armateur |
| mars 1930      | mars 1930             | François Le Friec (1857-1943)               | GRD                               | Inspecteur général honoraire des PTT Ancien député des Côtes-du-Nord (1924 → 1928) Officier de la Légion d'honneur                                              |
| mars 1930      | mai 1933              | Alain de Sagazan                            |                                   | |
| mai 1933       | 1942                  | François Marion                             |                                   | |
| 1942           | septembre 1944        | Alain de Sagazan                            |                                   | |

### Depuis 1944
Depuis la Libération, dix maires se sont succédé à la tête de la commune.
| Période        | Période              | Identité                           | Étiquette                  | Qualité |
| -------------- | -------------------- | ---------------------------------- | -------------------------- | --- |
| septembre 1944 | octobre 1947         | Aristide Ferlicot                  | Rad.soc.                   | |
| octobre 1947   | novembre 1955        | Eugène Ferlicot                    |                            | Capitaine de vaisseau retraité, maire honoraire |
| novembre 1955  | mars 1959            | Louis Coupin (1896-1967)           |                            | Tailleur |
| mars 1959      | décembre 1960        | Frédéric Bonne                     |                            | Industriel Ancien conseiller général de Paimpol (1935 → 1937) |
| décembre 1960  | décembre 1961        | Louis Coupin (1896-1967)           |                            | Tailleur, premier maire du Grand Paimpol |
| décembre 1961  | juin 1995            | Max Querrien (1921-2019)           | PS                         | Haut fonctionnaire, ancien conseiller d'État Président d'honneur de la Fédération des élus maritimes                                                                                                 |
| juin 1995      | mars 2001            | Paulette Kapry (1936- )            | PS                         | Assistante sociale Conseillère régionale de Bretagne (1981 → 1986) |
| mars 2001      | octobre 2004 (décès) | Jacques Saleün (1946-2004)         | UDF puis UMP               | Général de division aérienne retraité Conseiller régional de Bretagne (2004) |
| novembre 2004  | mars 2008            | Jean-Paul Pochard (1934- )         | DVD                        | Retraité Président de la CC Paimpol-Goëlo (2001 → 2008) Premier adjoint au maire (2001 → 2004) |
| mars 2008      | mai 2020             | Jean-Yves de Chaisemartin (1980- ) | UDF puis MoDem puis PR-UDI | Directeur général de société Conseiller départemental de Paimpol (2015 → 2021) 3e vice-président du conseil départemental (2015 → 2021) Président de la CC Paimpol-Goëlo (2014 → 2016) Réélu en 2014 |
| mai 2020       | en cours             | Fanny Chappé (1982- )              | PS                         | Éducatrice de jeunes enfants Conseillère régionale de Bretagne (2017 → ) Présidente du groupe socialiste au conseil régional (2020 → )                                                               |

## Conseil municipal actuel
Les 29 sièges composant le conseil municipal ont été pourvus le 15 mars 2020 lors du premier tour de scrutin. Actuellement, il est réparti comme suit : 

## Résultats des élections municipales

### Élection municipale de 2020
|                          | Fanny Chappé                | PS-UDB-G.s  | 1 714 | 50,30  | 22 | 6 |
| J'aime Paimpol           |                             |             | 1 714 | 50,30  | 22 | 6 |
|                          | Jean-Yves de Chaisemartin * | UDI-BE      | 1 693 | 49,69  | 7  | 1 |
| Vive Paimpol !           |                             |             | 1 693 | 49,69  | 7  | 1 |
|                          |                             |             |       |        |    |   |
| Inscrits                 | Inscrits                    | Inscrits    | 6 222 | 100,00 |    |   |
| Abstentions              | Abstentions                 | Abstentions | 2 738 | 44,01  |    |   |
| Votants                  | Votants                     | Votants     | 3 484 | 55,99  |    |   |
| Blancs                   | Blancs                      | Blancs      | 27    | 0,77   |    |   |
| Nuls                     | Nuls                        | Nuls        | 50    | 1,44   |    |   |
| Exprimés                 | Exprimés                    | Exprimés    | 3 407 | 97,79  |    |   |
| * Liste du maire sortant |                             |             |       |        |    |   |

### Élection municipale de 2014
|                          | Jean-Yves de Chaisemartin * | UDI            | 2 261 | 55,74  | 23 | 9 |  |  |
| Vivre à Paimpol ensemble |                             |                | 2 261 | 55,74  | 23 | 9 |  |  |
|                          | Éric Bothorel               | PS             | 1 795 | 44,25  | 6  | 3 |  |  |
| Paimpol pour tous        |                             |                | 1 795 | 44,25  | 6  | 3 |  |  |
|                          |                             |                |       |        |    |   |  |  |
| Inscrits                 | Inscrits                    | Inscrits       | 6 485 | 100,00 |    |   |  |  |
| Abstentions              | Abstentions                 | Abstentions    | 2 127 | 32,80  |    |   |  |  |
| Votants                  | Votants                     | Votants        | 4 358 | 67,20  |    |   |  |  |
| Blancs et nuls           | Blancs et nuls              | Blancs et nuls | 302   | 6,93   |    |   |  |  |
| Exprimés                 | Exprimés                    | Exprimés       | 4 056 | 93,07  |    |   |  |  |
| * Liste du maire sortant |                             |                |       |        |    |   |  |  |

### Élection municipale de 2008
| Tête de liste                     | Tête de liste             | Liste          | Premier tour | Premier tour | Second tour | Second tour | Sièges  | Sièges |
| Tête de liste                     | Tête de liste             | Liste          | Voix         | %            | Voix        | %           | CM      |        |
| --------------------------------- | ------------------------- | -------------- | ------------ | ------------ | ----------- | ----------- | ------- | ------ |
|                                   | Jean-Yves de Chaisemartin | MoDem-DVD      | 1 584        | 36,71        | 2 698       | 60,78       | 24      |        |
| Vivre à Paimpol                   |                           |                | 1 584        | 36,71        | 2 698       | 60,78       | 24      |        |
|                                   | Loïc Huchet du Guermeur   | PS-PRG         | 1 345        | 31,17        | 1 741       | 39,22       | 5       |        |
| Ensemble pour Paimpol             |                           |                | 1 345        | 31,17        | 1 741       | 39,22       | 5       |        |
|                                   | Gérard Daudon (*)         | UMP            | 851          | 19,72        | Retrait     | Retrait     | Retrait |        |
| Paimpol A venir                   |                           |                | 851          | 19,72        | Retrait     | Retrait     | Retrait |        |
|                                   | Michèle Lucas-Dèl         | PCF-Verts-UDB  | 333          | 7,72         |             |             |         |        |
| Gauche citoyenne pour Paimpol     |                           |                | 333          | 7,72         |             |             |         |        |
|                                   | Thierry Duchesne (*)      | UMP            | 202          | 4,68         |             |             |         |        |
| Paimpol notre passion             |                           |                | 202          | 4,68         |             |             |         |        |
|                                   |                           |                |              |              |             |             |         |        |
| Inscrits                          | Inscrits                  | Inscrits       | 6 611        | 100,00       | 6 611       | 100,00      |         |        |
| Abstentions                       | Abstentions               | Abstentions    | 2 180        | 32,98        | 2 004       | 30,31       |         |        |
| Votants                           | Votants                   | Votants        | 4 431        | 67,02        | 4 607       | 69,69       |         |        |
| Blancs et nuls                    | Blancs et nuls            | Blancs et nuls | 116          | 2,62         | 168         | 3,65        |         |        |
| Exprimés                          | Exprimés                  | Exprimés       | 4 315        | 97,38        | 4 439       | 96,35       |         |        |
| (*) Liste de la majorité sortante |                           |                |              |              |             |             |         |        |

### Élection municipale de 1995
| Tête de liste                  | Tête de liste     | Liste          | Premier tour | Premier tour | Second tour | Second tour | Sièges | Sièges |
| Tête de liste                  | Tête de liste     | Liste          | Voix         | %            | Voix        | %           | CM     |        |
| ------------------------------ | ----------------- | -------------- | ------------ | ------------ | ----------- | ----------- | ------ | ------ |
|                                | Jean-Paul Pochard | DVD            | 1 524        | 38,17        | 1 983       | 47,42       | 7      |        |
| Paimpol Cap 2000               |                   |                | 1 524        | 38,17        | 1 983       | 47,42       | 7      |        |
|                                | Paulette Kapry    | DVG            | 1 445        | 36,19        | 2 198       | 52,57       | 22     |        |
| Agir pour Paimpol              |                   |                | 1 445        | 36,19        | 2 198       | 52,57       | 22     |        |
|                                | Michel Kéromest   | PS             | 1 024        | 25,64        |             |             |        |        |
| Union des Forces Démocratiques |                   |                | 1 024        | 25,64        |             |             |        |        |
|                                |                   |                |              |              |             |             |        |        |
| Inscrits                       | Inscrits          | Inscrits       | 6 194        | 100,00       | 6 184       | 100,00      |        |        |
| Abstentions                    | Abstentions       | Abstentions    | 2 028        | 32,74        | 1 780       | 28,78       |        |        |
| Votants                        | Votants           | Votants        | 4 166        | 67,26        | 4 404       | 71,22       |        |        |
| Blancs ou nuls                 | Blancs ou nuls    | Blancs ou nuls | 173          | 4,15         | 223         | 5,06        |        |        |
| Exprimés                       | Exprimés          | Exprimés       | 3 993        | 95,85        | 4 181       | 94,94       |        |        |